# Debbie Remengesau

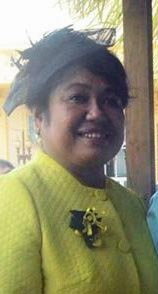
Remengesau na cerimónia de inauguração do marido em 2017

Debbie Remengesau foi a primeira-dama de Palau de 2001 a 2009 e, mais tarde, de 2013 a 2021 como esposa do presidente Thomas Remengesau.

## Carreira
Ela viajou para Guam em 2015 para o Festival das Artes do Pacífico.
Como primeira-dama, ela promoveu a conservação marinha.